# Ажар (село)
Ажар (каз. Ажар) — село в Казалинском районе Кызылординской области Казахстана. Входит в состав Кызылкумского сельского округа. Код КАТО — 434445200.

## Население
В 1999 году население села составляло 171 человек (89 мужчин и 82 женщины). По данным переписи 2009 года, в селе проживали 304 человека (165 мужчин и 139 женщин).